# Annabel Jallat
Annabel Jallat (San Giovanni di Moriana, 25 settembre 2003) è una sciatrice alpina francese.

## Biografia
Specialista delle prove tecniche originaria di Saint-François-Longchamp e attiva dal novembre del 2019, Annabel Jallat ha esordito in Coppa Europa il 27 gennaio 2023 a Vaujany in slalom speciale (28ª); non ha debuttato in Coppa del Mondo e non ha preso parte a rassegne olimpiche o iridate.

## Palmarès

### Coppa Europa
- Miglior piazzamento in classifica generale: 142ª nel 2025

### Campionati francesi
- 1 medaglia:
  - 1 oro (slalom speciale nel 2025)